# 揮發成份
揮發成分在行星科學中是存在於行星和/或衛星的地殼和/或大氣中，具有低沸點的一群化學元素和化合物，例子包括氮、水、二氧化碳、和甲烷等所有包含C、H、O和/或N，以及二氧化硫。在天體地質學，這些化合物在固體狀態的情況下，通常包括相當大比例的衛星和矮行星的地殼。

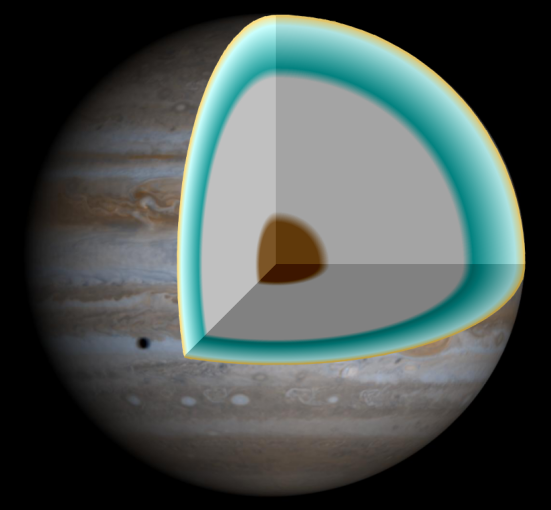
這張切面的圖說是木星內部的模型，岩石的核心被深厚的金屬氫覆蓋著。

相較於揮發成分，那些高沸點的元素和化合物被稱為耐高温成分。
行星科學家通常將熔點異常低的物質分類為揮發成分，像是氫和氦，還有氣體 (像是在氣體巨星)，雖然這些揮發成分的熔點大約在100K以上，通常被稱為冰。"氣體"和"冰"這個術語在這篇文章中適用於可能是固體、液體或氣體的化合物。儘管絕大多數的"氣體"與"冰"是在它們內部，越接近核心越密集的熱、高密度流體，因此，木星和土星被稱為"氣體巨星"，而天王星和海王星被稱為"冰巨星"。
地球的衛星被認為只有很少的揮發性物質：它的地殼包含被拘束在岩石中的氧化物 (例如矽酸鹽)，但氫、氮或碳的數量可以忽略不計。

## 火成岩岩石學
在火成岩岩石學，這個名詞更具體的指岩漿中的揮發性成份 (多數是水蒸氣和二氧化碳)，這會影響火山的爆炸和外觀。在岩漿中的高黏度揮發性物質通常是二氧化矽 (SiO2) 含量較高的長英質，往往會形成爆炸式的噴發。在岩漿中的低密度揮發性物質，通常是矽含量低的鎂鐵質，傾向於噴氣孔和造成熔岩噴泉式的噴發。

## 外部連結
- Glossary of planetary astronomy terms
- Volatiles of Costa Rican volcanoes.
- Volatile （页面存档备份，存于） Planetary Science Research Discoveries